# Anilocra huacho
Anilocra huacho là một loài chân đều trong họ Cymothoidae. Loài này được Rokicki miêu tả khoa học năm 1984.